# KISS AND HUG
KISS AND HUG（キス・アンド・ハグ）は、2006年10月7日から2013年9月28日までJ-WAVEで毎週土曜6:00～8:00に放送されたラジオ番組。ナビゲーター(DJ)はSHELLY。

## 概要
従来のJ-WAVEの各番組が対象としているリスナー層とは一線を画しており、主に小学生以下の子供とその親に向けた番組となっている。2006年10月5日にオープンしたキッザニア東京のラジオ局パビリオンにJ-WAVEが関わっていることから企画した番組ともいえる。
2006年9月までは6:00～11:00はWEEKEND MAGICが放送されていたが、同年10月から開始時間が2時間繰り下げられ、6・7時台に当番組の放送枠が新たに設けられることとなった。
番組のオープニングは、「Gotta Pull Myself Together／The Nolans」。テーマソング「KISS AND HUG」は谷川俊太郎作詞で、Misiaのシングル「Royal Chocolate Flush」に収録。

## コーナー
- 6:09　WEATHER INFORMATION

担当アナウンサーによる日本語の天気予報に続き、ナビゲーターのSHELLYによる英語の天気予報が放送される。
- 6:10　TRAFFIC INFORMATION
- 6:14　HEADLINE NEWS

J-WAVE Headline NewsのBGMではなく、独自のBGMが使用される。なぜか、タイムテーブルにこの時間のHeadline Newsの表記がない。
- 6:16　JUNIOR DJ

当初はキッザニアのスタジオ体験ブースを利用して、小学生が選曲し曲紹介をするものだった。現在はJ-WAVE本社スタジオで収録している。コーナー内で小学生の選曲した曲と、番組セレクトの「キスハグ・ハッピートラックス」を紹介する
- 6:30　wato's OBENTO BOX
- 6:40　WHAT'S YOUR JOB

子供たちに向けていろいろな職業を紹介する。
- 6:57　TRAFFIC INFORMATION
- 7:00　HUG HUG CHU CHU（エスビー・ハグ・ハグ・チュー・チュー）

いくつかのコーナーを内包して構成されている。かつてベネッセコーポレーションが提供していたが、現在はエスビー食品が提供。
- - Mamma meal!

ゲストを招いて一緒に朝食をしながら対談をする。
- - TINY READING

本を朗読するコーナー。
- 7:48　TRAFFIC INFORMATION